# Aggabodhi VI
Aggabodhi VI fou rei d'Anuradhapura (Sri Lanka) del 741 al 781. Fou nebot i successor de Mahinda I i era fill de Kassapa III.
A la mort de Mahinda I, el seu fill Aggabodhi que era rei subordinat de Ruhunu, es trobava temporalment a la capital Anuradhapura per negocis. En aquell moment va assolir el govern (no la corona) i va prendre mesures administratives a l'illa, però va enviar una delegació al seu cosí també anomenat Aggabodhi, rei subordinat de la part oriental, demanant-li que anés a prendre possessió del regne; efectivament així ho va fer i va ser proclamat rei com Silamegha Aggabodhi VI. Immediatament va nomenar al seu cosí i homònim (fill de Mahinda I) com a sub-rei. Aquest no obstant va convèncer el seu cosí de deixar el govern en les seves mans i dedicar-se a gaudir dels plaers de la regalia. El sub-rei i governant de facto aviat va acabar amb els brots d'anarquia al país.
Però al cap d'un temps la rígida administració del sub-rei Aggabodhi va crear certa oposició que va buscar el suport del rei Silamegha Aggabodhi VI al que van alertar que el sub-rei podia usurpar la corona quan volgués, ja que de fet era el rei de fet encara que no ho fos de dret. El rei va canviar la seva actitud amb el sub-rei i aquest se'n va donar compte i es va sentir amenaçat, fugint llavors a Ruhunu on va reclutar un exèrcit i va iniciar la guerra. No obstant va patir una derrota decisiva a Kadalinivata, i es va haver de refugiar al districte de Malaya Rata.
Silamegha Aggabodhi VI que tenia un caràcter agraït i valorava el servei que li havia fet el seu cosí que li havia entregat el regne quan fàcilment se'l podia haver quedat, va decidir fer les paus amb ell. Es va presentar per sorpresa a Malaya Ratu i allí es van reconciliar i van retornar junts cap a la capital on el rei li va donar a la seva filla Sangha en matrimoni.
Els primera anys de matrimoni de la princesa Sangha foren desgraciats així que va abandonar al seu marit i va ingressar en un convent fins que un temps després va fugir amb un cosí cap a Ruhuna. Molest per la conducta del seu parent, el rei Silamegha Aggabodhi VI i el sub-rei Aggabodhi van marxar a Ruhunu amb un exèrcit. Allí Aggabodhi va agafar el control del país i va recuperar a la seva esposa. En endavant el rei, el sub-rei i Sangha van viure junts harmoniosament i amb confiança un amb l'altra.
Durant el seu regnat es van construir diversos tancs d'aigua i l'habilitat dels enginyers és esmentada a la història de Caixmir el Rajataranjini quan el rei de Caixmir Djayapida va enviar a Ceilan una delegació per contractar enginyers per crear un llac al seu país. Encara que les cròniques singaleses no ho esmenten la crònica xinesa Tsih-foo Yuen-kwei diu que hi va haver no menys de quatre ambaixades enviades de Ceilan a la Xina en aquest regnat, una el 742, una al 746, un altre el 750 i la darrera el 762. De la del 742 la crònica diu que el rei "Chi-lo-mi-kia" va enviar al emperador xinès regals consistents en perles, flors d'or, pedres precioses, peces d'ivori i cotó molt fi; amb relació a la del 746 diu que l'ambaixador fou un sacerdot braman que portava com a principals regals ornaments d'or, collars preciosos, una copia del gran Paraina Sutra i quaranta peces de cotó fi.
El rei va fer reparacions al temple d'Abhayagiri i al de Thuparama, així com a altre vihares.
Silamegha Aggabodhi VI va morir en el catorzè any de regnat. El seu cosí sub-rei Aggabodhi fou proclamat rei com Aggabodhi VII